# جيرالد هيفرنان
جيرالد هيفرنان هو لاعب هوكي الجليد كندي، ولد في 24 يوليو 1916 في مونتريال في كندا، وتوفي في 16 يناير 2007.

## وصلات خارجية
- جيرالد هيفرنان على موقع دوري الهوكي الوطني (الإنجليزية)
- جيرالد هيفرنان على موقع قاعة مشاهير الهوكي (لاعب أن.إتش.أل) (الإنجليزية)
- جيرالد هيفرنان على موقع EliteProspects.com (الإنجليزية)
- جيرالد هيفرنان على موقع HockeyDB.com (الإنجليزية)
- جيرالد هيفرنان على موقع Hockey-Reference.com (الإنجليزية)